# Reukaltaar

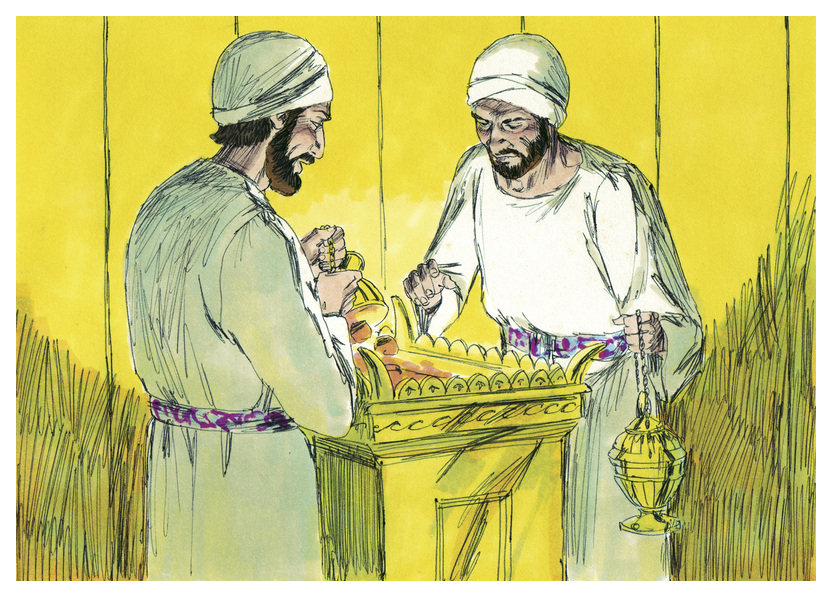
Twee priesters bij het reukaltaar

Het reukaltaar (Hebreeuws: הַקְּטֹֽרֶת מִזְבַּח, mizbeach qetoreth), gouden altaar of binnenaltaar was volgens de Hebreeuwse Bijbel een van de twee altaren die behoorden tot de uitrusting van de tabernakel. Het reukaltaar stond binnen in de tent, in tegenstelling tot het brandofferaltaar. Het reukaltaar werd gebruikt om wierook te verbranden, en was een belangrijk voorwerp binnen de Israëlitische eredienst.

## Bouw
In het dertigste hoofdstuk van het Bijbelboek Exodus geeft God aan Mozes opdracht voor de constructie van het reukaltaar aan de hand van precieze omschrijvingen. Het altaar werd gebouwd van acaciahout en bedekt met zuiver goud. Het altaar was 1 el breed, 1 el lang en 2 ellen hoog (ongeveer 0,5 x 0,5 x 0,9 meter). Het was daarmee kleiner dan het brandofferaltaar.
Er zat een hoorn op elk van de vier bovenhoeken, een rand van goud rond de top en aan weerszijden twee ringen waar handbomen doorheen gestoken konden worden om het altaar te dragen. Ook deze draagarmen werden gemaakt van acaciahout en met goud overdekt. Het reukaltaar werd gebouwd onder toezicht van Bezaleël, die aangewezen was als opzichter over de constructie van de hele tabernakel. Mozes wijdde het reukaltaar in tijdens de algemene installatieceremonie van de tabernakel door het onder te sprenkelen met zalfolie.

## Locatie en vervoer

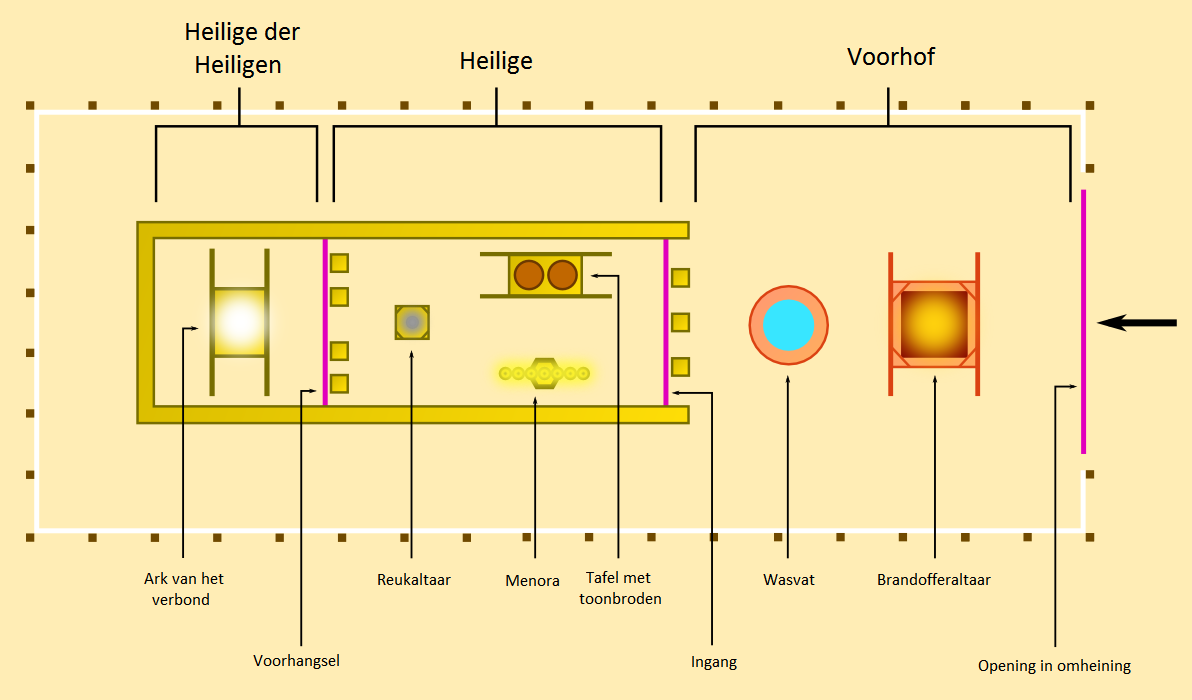
Plattegrond van de tabernakel met het reukaltaar

De vaste plaats van het reukaltaar was in het midden van de tabernakel, in het voorste gedeelte ervan, het Heilige. Het stond recht tegenover de ingang, vlak voor het voorhangsel dat toegang bood tot het achterste deel van de tent, het Heilige der Heiligen. Het stond dus in een rechte lijn tussen het brandofferaltaar buiten en de Ark van het Verbond in het Heilige der Heiligen. Links en rechts van het altaar stonden de tafel met toonbroden en de gouden kandelaar.
De tabernakel met alle toebehoren ging regelmatig op transport. Alles, dus ook het reukaltaar, mocht uitsluitend vervoerd worden door het te voet mee te dragen. Ter voorbereiding op het transport bedekten Aäron en zijn zonen het altaar volledig met hemelsblauwe kleden en huiden. Vervolgens tilden de Kehathieten, een tak van de stam van Levi, het altaar op aan de draagbomen en legden die op hun schouders. Zij mochten het reukaltaar echter absoluut niet aanraken of zelfs onbedekt zien; daar stond de doodstraf op.

## Gebruik
Primair fungeerde het reukaltaar als brandplaats van wierook. Elke ochtend en elke avond werd wierook verbrand door een priester uit de Hogepriesterlijke stam. De hiervoor gebruikte kolen werden van het brandofferaltaar gehaald. In de Bijbelse omschrijving van het altaar wordt niet gerept over een rooster waar deze kolen op gelegd konden worden en waar het as doorheen kon vallen, zoals bij het brandofferaltaar het geval was. Mogelijk werd de wierook gelegd bij de kolen in een gouden wierookvat of -schaal waar die waren opgehaald, en werd het vat als geheel op het reukaltaar geplaatst. Zo viel er ook geen as op het altaar.
Het wierookoffer volgde na het brandoffer op het brandofferaltaar en het aansteken van de kandelaar. Het vormde het sluitstuk van de dagelijkse offerceremonie. Terwijl het reukoffer brandde stond het volk buiten, biddend en wachtend op de priesterzegen die hierna werd uitgesproken over het volk. De wierook werd gemaakt volgens een speciaal recept, en mocht alleen voor dit ritueel gebruikt worden. Het moest gezouten worden. Ander wierook was ook niet toegestaan.
Eens per jaar, op de Grote Verzoendag, werd het reukaltaar gezuiverd tijdens het verzoeningsritueel. De hogepriester moest een jonge stier en een geit slachten, hun bloed mengen en vervolgens rondsprenkelen in het Heilige der Heiligen. Daarna bracht hij het bloedmengsel aan op elk van de vier hoornen van het reukaltaar. Aansluitend sprenkelde hij het bloed zeven keer op het altaar als een symbolische reiniging.
Een vergelijkbaar ritueel vond plaats bij diverse aangelegenheden waarbij een zondoffer gebracht werd, onder andere wanneer een priester gezondigd had. Als onderdeel van het ritueel smeerde de dienstdoende priester bloed van een geslachte jonge stier aan de vier hoornen van het reukaltaar.

## Symboliek
In de joodse en christelijke traditie worden diverse symbolische betekenissen toegekend aan het reukaltaar en haar gebruik.
- Het reukoffer verbeeldt de devotie van de ziel, het brandoffer verbeeldt de devotie van het lichaam. De ziel wordt uitgebeeld met wierook - een fijnzinnig materiaal -, het lichaam wordt uitgebeeld door het offerdier.[5]
- De rook van de brandende wierook symboliseert het gebed van de mensen dat opstijgt tot God.[v 18]
- Het reukaltaar staat symbool voor het bestuderen van de Goddelijke wetten door de wijzen.[5]
- Het reukaltaar symboliseert het reddende werk van Jezus.[n 4] Zoals het reukaltaar staat tussen het volk buiten en God in het Heilige der Heiligen binnen, staat Christus ook als verzoener tussen de mensen en God. De lekker ruikende geur van de wierook symboliseert deze goede daad.[6][7]

## Latere exemplaren
In de Tenach en de Bijbel wordt melding gemaakt van diverse andere exemplaren van het reukaltaar. In de tempel van Salomo was het reukaltaar vergelijkbaar in grootte, maar gemaakt van cederhout. In het tempelvisioen dat de profeet Ezechiël had, wordt het reukaltaar aangeduid als "het altaar van hout". Dit altaar was groter: 2 el breed, 2 el lang en 3 el hoog.
In de tempel die herbouwd werd na de Babylonische ballingschap werd ook het reukaltaar hersteld. Antiochus Epiphanes nam het in 170 v.Chr. weg, maar het werd later teruggeplaatst door Judas Makkabeüs. Het was dit altaar waar Zacharias op diende toen de aartsengel Gabriël aan hem verscheen.